# Tropaeolum

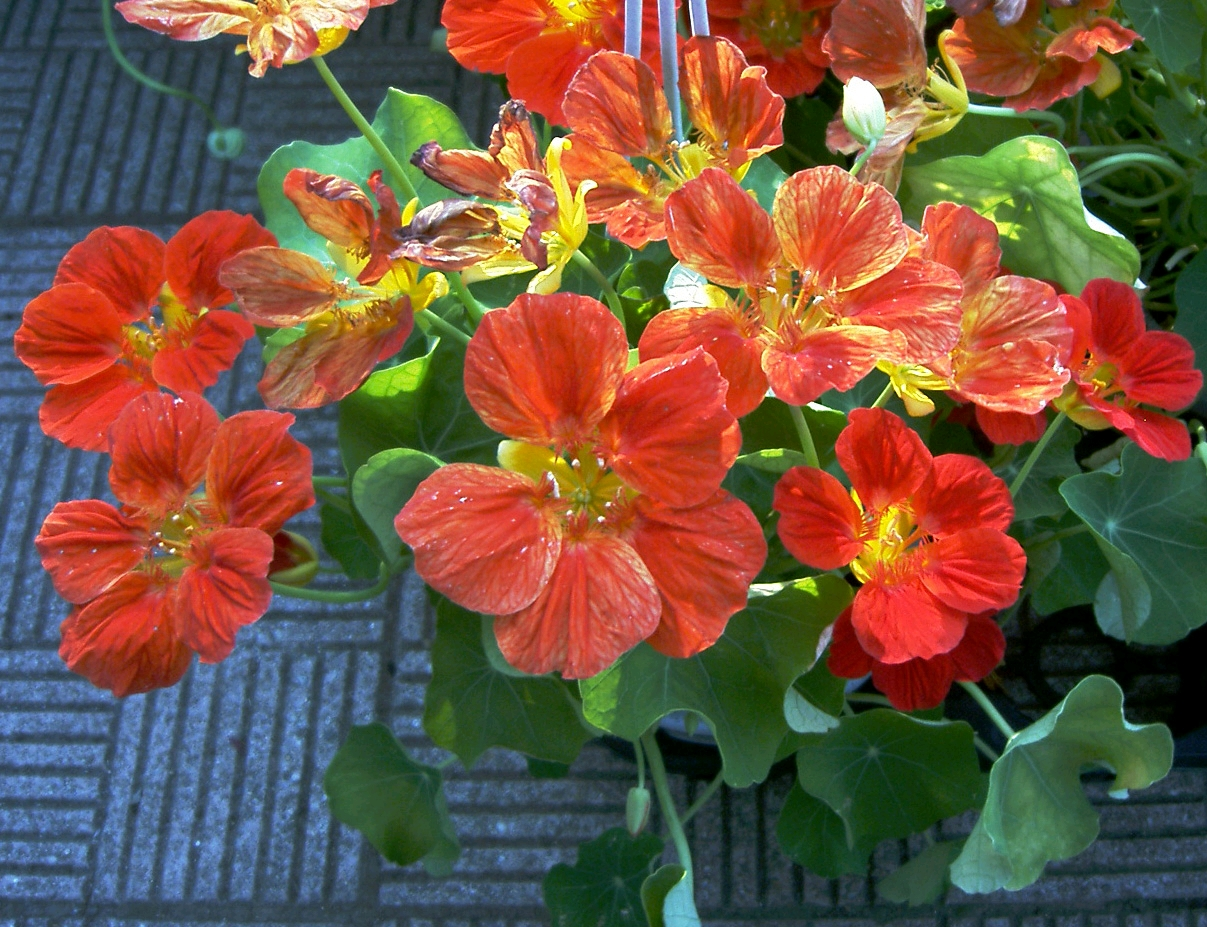
Caputxines (Tropaeolum majus)

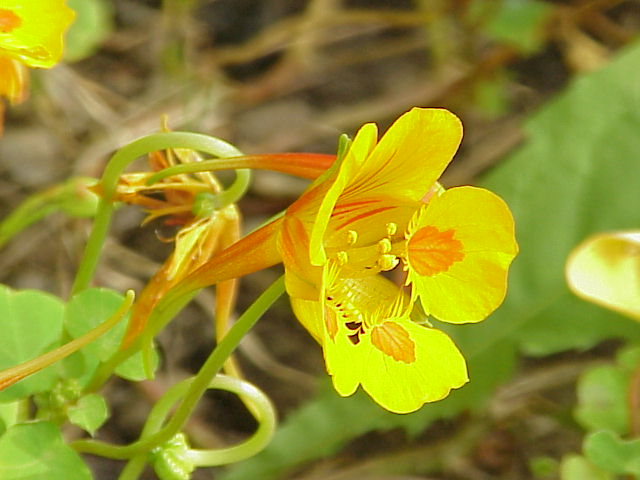
Caputxina menuda (Tropaeolum minus)

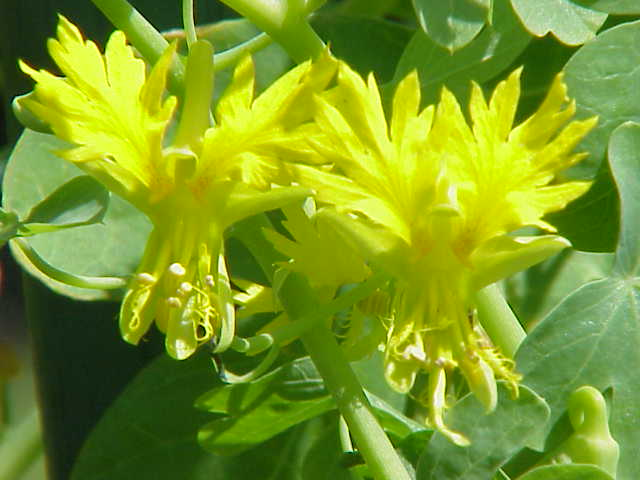
Canaris (Tropaeolum peregrinum)

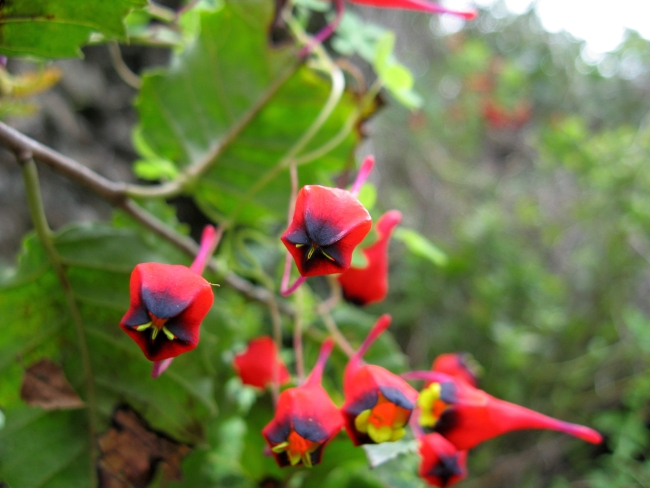
Caputxina tricolor (Tropaeolum tricolor)

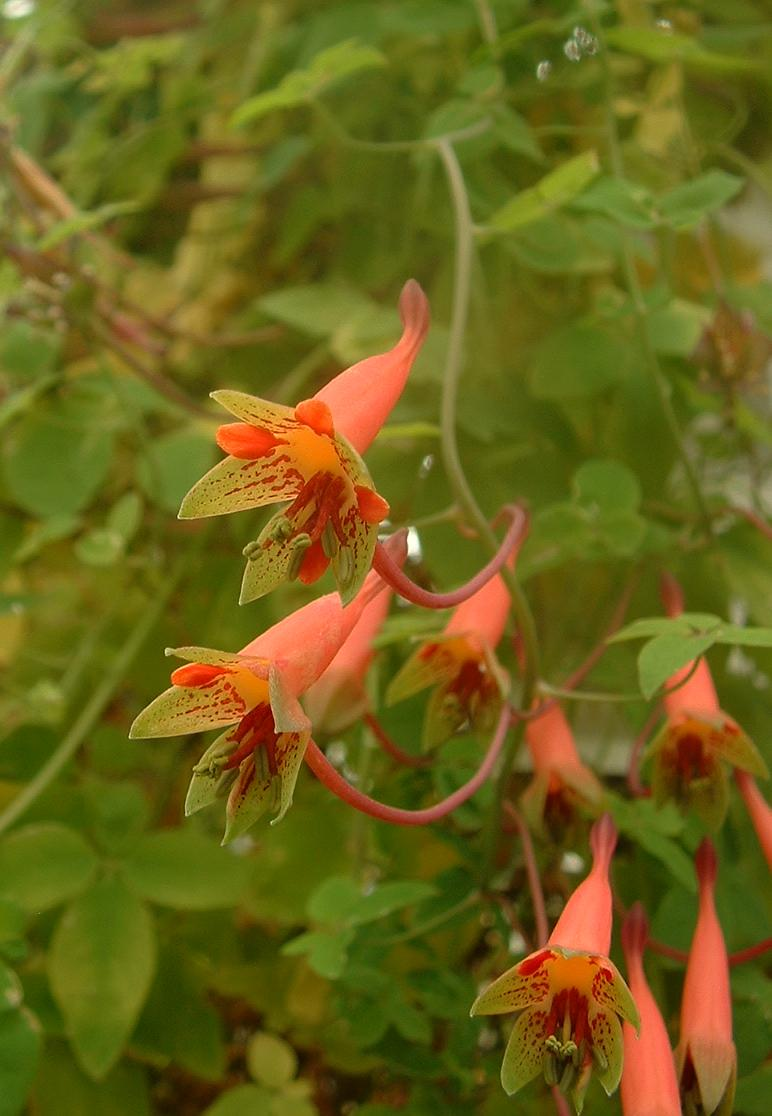
Tropaeolum pentaphyllum

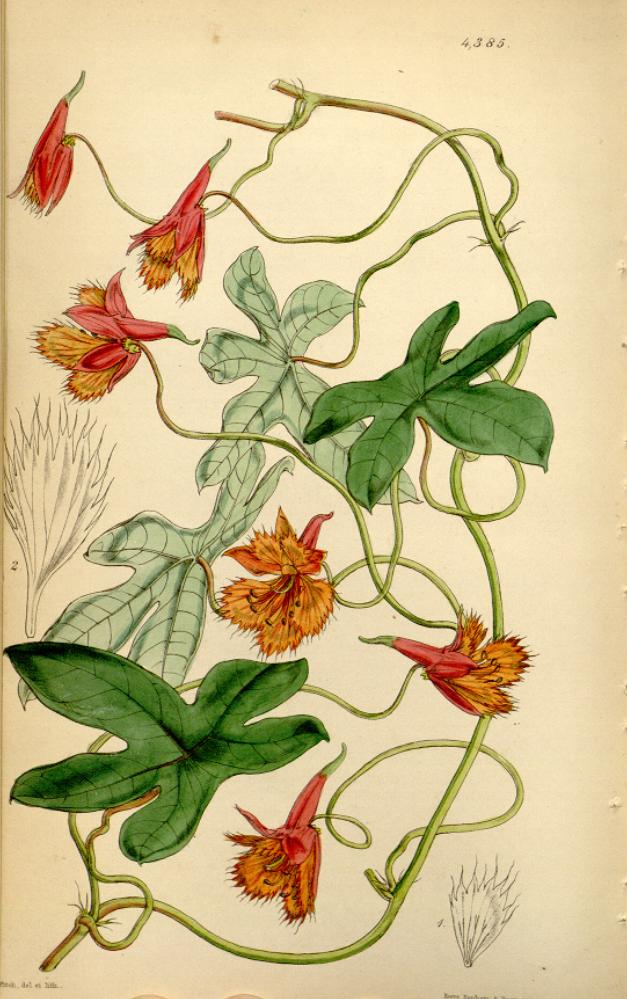
Tropaeolum smithii

Tropaeolum és un gènere de plantes amb flor de la família Tropaeolaceae de l'ordre de les brassicals. Moltes de les espècies d'aquest gènere són comestibles i medicinals, com la mashua o isanyo (Tropaeolum tuberosum), que es cultiva als Andes. La planta més coneguda d'aquest gènere però és la caputxina, planta molt apreciada en jardineria pels colors vius de les flors, molt abundants, i la forma original de les fulles. El gènere inclou una vuitantena d'espècies:
- Tropaeolum adpressum
- Tropaeolum aduncum
- Tropaeolum albiflorum
- Tropaeolum argentinum
- Tropaeolum asplundii
- Tropaeolum atrocapillare
- Tropaeolum azureum
- Tropaeolum beuthii
- Tropaeolum bicolor
- Tropaeolum bimaculatum
- Tropaeolum bogotense
- Tropaeolum boliviense
- Tropaeolum brachyceras
- Tropaeolum brasiliense
- Tropaeolum brideanum
- Tropaeolum bridgesii
- Tropaeolum buchenaui
- Tropaeolum buchenauianum
- Tropaeolum calcaratum
- Tropaeolum calvum
- Tropaeolum capillare
- Tropaeolum carchense
- Tropaeolum chilense
- Tropaeolum chrysanthum
- Tropaeolum chymocarpus
- Tropaeolum ciliatum
- Tropaeolum cirrhipes
- Tropaeolum coccineum
- Tropaeolum cochabambae
- Tropaeolum concavum
- Tropaeolum concinneum
- Tropaeolum canariense
- Tropaeolum crenatiflorum
- Tropaeolum crenatum
- Tropaeolum cubio
- Tropaeolum curvirostre
- Tropaeolum cuspidatum
- Tropaeolum deckerianum
- Tropaeolum dentatifolium
- Tropaeolum denticualtum
- Tropaeolum digitatum
- Tropaeolum dipetalum
- Tropaeolum edule
- Tropaeolum elatum
- Tropaeolum elegans
- Tropaeolum elzae
- Tropaeolum emarginatum
- Tropaeolum equatoriense
- Tropaeolum ferreyrae
- Tropaeolum fintelmannii
- Tropaeolum flavipilum
- Tropaeolum floribundum
- Tropaeolum fulvum
- Tropaeolum funckii
- Tropaeolum gaertnerianum
- Tropaeolum garciae
- Tropaeolum glaucescens
- Tropaeolum glaucum
- Tropaeolum glaziovii
- Tropaeolum gracile
- Tropaeolum guatemalense
- Tropaeolum harlingii
- Tropaeolum hayneanum
- Tropaeolum hieronymii
- Tropaeolum hirsutum
- Tropaeolum hirtifolium
- Tropaeolum hjertingii
- Tropaeolum hookerianum
- Tropaeolum hortense
- Tropaeolum hughesae
- Tropaeolum huigrense
- Tropaeolum huynhii
- Tropaeolum hybridum
- Tropaeolum incisum
- Tropaeolum incrassatum
- Tropaeolum infundibularum
- Tropaeolum integrifolium
- Tropaeolum jilesii
- Tropaeolum karstenii
- Tropaeolum kerneisinum
- Tropaeolum killipii
- Tropaeolum kingii
- Tropaeolum klotzschii
- Tropaeolum kuntzeanum
- Tropaeolum lasseri
- Tropaeolum lechleri
- Tropaeolum lehmannii
- Tropaeolum leichtlinii
- Tropaeolum leonis
- Tropaeolum lepidum
- Tropaeolum leptoceras
- Tropaeolum leptophyllum
- Tropaeolum lindenii
- Tropaeolum linearifolium
- Tropaeolum lobbianum
- Tropaeolum lobbii
- Tropaeolum longiflorum
- Tropaeolum longifolium
- Tropaeolum looseri
- Tropaeolum luteum
- Tropaeolum macrophyllum
- Tropaeolum macrophyllum
- Tropaeolum maculatum
- Tropaeolum maculifolium
- Tropaeolum magnificum
- Tropaeolum majus, caputxina, morritort d'Índies o llagues del Bon Jesús
- Tropaeolum marginatum
- Tropaeolum mathewsii
- Tropaeolum menispermifolium
- Tropaeolum mexiae
- Tropaeolum meyeri
- Tropaeolum minimum
- Tropaeolum minus, caputxina menuda, enciamets de caputxí
- Tropaeolum moritzianum
- Tropaeolum morreanum
- Tropaeolum mucronatum
- Tropaeolum myriophyllum
- Tropaeolum nubigenum
- Tropaeolum nuptae-jucundae
- Tropaeolum olmosense
- Tropaeolum orinocense
- Tropaeolum orthoceras
- Tropaeolum oxalidanthum
- Tropaeolum paniculatum
- Tropaeolum papillosum
- Tropaeolum parviflorum
- Tropaeolum parvifolium
- Tropaeolum patagonicum
- Tropaeolum pellucidum
- Tropaeolum peltophorum
- Tropaeolum pendulum
- Tropaeolum pentagonum
- Tropaeolum pentaphyllum
- Tropaeolum peregrinum
- Tropaeolum pilosum
- Tropaeolum piltophorum
- Tropaeolum pinnatum
- Tropaeolum polyphyllum
- Tropaeolum popelari
- Tropaeolum porifolium
- Tropaeolum prostratum
- Tropaeolum pseudopubescens
- Tropaeolum pubescens
- Tropaeolum pulchellum
- Tropaeolum purpureum
- Tropaeolum quinatum
- Tropaeolum quinquelobum
- Tropaeolum rectangulum
- Tropaeolum reichianum
- Tropaeolum reineckeanum
- Tropaeolum repandum
- Tropaeolum rhizophorum
- Tropaeolum rhomboideum
- Tropaeolum sanctae-catharinae
- Tropaeolum schlimii
- Tropaeolum seemannii
- Tropaeolum septangulum
- Tropaeolum septemlobatum
- Tropaeolum sessilifolium
- Tropaeolum smithii
- Tropaeolum speciosum
- Tropaeolum steyermarkianum
- Tropaeolum stipulatum
- Tropaeolum suberosum
- Tropaeolum subincrassatum
- Tropaeolum tenellum
- Tropaeolum tenuirostre
- Tropaeolum tenuirostre
- Tropaeolum tomentosum
- Tropaeolum traceyae
- Tropaeolum trialatum
- Tropaeolum trialatum
- Tropaeolum tricolor, caputxina tricolor
- Tropaeolum tricolori-brachyceras
- Tropaeolum trilobum
- Tropaeolum trilobum
- Tropaeolum tuberosum, mashwa, isanyo, anyu o cubio
- Tropaeolum umbellatum
- Tropaeolum unilobatum
- Tropaeolum vargasianum
- Tropaeolum venezuelae
- Tropaeolum venosum
- Tropaeolum violaceum
- Tropaeolum violaeflorum
- Tropaeolum wagnerianum
- Tropaeolum warmingianum
- Tropaeolum warscewiczii
- Tropaeolum weberbaueri
- Tropaeolum willinkii
- Tropaeolum yarrati